# Кракен (галактика)
Кракен — гипотетическая галактика, которая, как предполагается, слилась с галактикой Млечный Путь около 11 млрд лет назад. Галактика внесла значительный вклад в процесс формирования Млечного Пути: как минимум 13 из 157 известных шаровых звёздных скоплений Млечного Пути изначально принадлежали Кракену.

## Возникновение гипотезы
Впервые гипотеза о существовании галактики Кракен была выдвинута в 2020 году в исследовании этапов эволюции Млечного Пути голландского астрофизика доктора Дидерика Круйссена. В статье упоминается, что столкновение Кракена с Млечным Путём является наиболее значимым слиянием в истории формирования Млечного Пути. Для создания реконструкции процессов эволюции были использованы технологии нейронных сетей и программное обеспечение для космологических симуляций «E-MOSAICS».